# Brian D’Amato
Brian D’Amato ist ein US-amerikanischer Autor, Journalist, Dozent und Bildhauer. Er ist der Sohn der Krimi-Autorin Barbara D’Amato.
In den 1990er Jahren wurden Skulpturen D’Amatos in internationalen Galerien und Museen, unter anderem im Whitney Museum, im Wexner Center for the Arts und im New Museum of Contemporary Art, ausgestellt. Darüber hinaus arbeitet D’Amato als Journalist für die Vogue und andere Zeitschriften und lehrte Kunst und Kunstgeschichte an der City University of New York, der Ohio State University und der Yale University, wo er vormals studiert hatte.
Sein im Jahr 1992 erschienener Roman „Der Preis der Schönheit“, ein Thriller über kosmetische Chirurgie, wurde in mehrere Sprachen übersetzt und für den Bram Stoker Award nominiert. Der internationale Durchbruch gelang ihm mit dem im Jahr 2009 erschienenen Roman „2012 – Das Ende aller Zeiten“, dem ersten Teil eines auf insgesamt drei Bände angelegten apokalyptischen Thrillers.
Der Folgeband, der den Titel „2012 – Tag der Prophezeiung“ trägt, sollte im Februar 2011 in deutscher Übersetzung erscheinen, allerdings wurde das Manuskript nicht rechtzeitig fertig und der Roman auf unbestimmte Zeit verschoben. Das Buch ist mittlerweile im Mai in England und im Juli in Deutschland erschienen. 
Brian D’Amato lebt in New York, Michigan und Chicago.